# Campeonato Paulista de Futebol de 1934 (FPF)
O Campeonato da Federação Paulista de Football de 1934 foi a 2.ª e última edição do campeonato organizado pela Federação Paulista de Football (FPF) — entidade que não guarda paralelos com a atual Federação Paulista de Futebol (FPF) fundada em 1941. Foi jogado pelos clubes paulistas filiados a esta federação e é um dos dois torneios reconhecidos oficialmente pela Federação Paulista de Futebol como o Campeonato Paulista de Futebol daquela temporada. Teve o Fiorentino (Atual Juventus-SP) como campeão. Entretanto, somente em 23 de setembro de 2021, que a atual FPF reconheceu os vencedores dos torneios da Federação Paulista de Football como campeões paulistas, ao lado do vencedor dos campeonatos da APEA de 1933 e 1934, o Palmeiras.
Esta foi a última edição do torneio de clubes da Federação Paulista de Football. A liga foi extinta e parte dos seus filiados aderiram a uma nova entidade, a Liga de Futebol Paulista, que haviam sido fundadas por Palestra Itália e Corinthians logo após estes se desfiliarem da Associação Paulista de Esportes Atléticos.

## Premiação
| Campeão Paulista de 1934 (FPF) |
| ------------------------------ |
| FIORENTINO (primeiro título)   |